# Петрущенко, Андрей Иванович
Андрей Иванович Петрушенко — советский хозяйственный, государственный и политический деятель.

## Биография
Родился в 1912 году в селе Остроглядово. Член КПСС с 1939 года.
С 1930 года — на хозяйственной, общественной и политической работе. В 1930—1946 гг. — кондуктор, слесарь, старший осмотрщик вагонов, заместитель начальника, начальник отдела кадров при дистанции пути, участник Великой Отечественной войны, колхозник, председатель колхоза «Ленинский путь» Стародубского района Брянской области.
Избирался депутатом Верховного Совета СССР 4-го и 5-го созывов.
Умер в Стародубском районе после 1985 года.